# サーカス (映画)

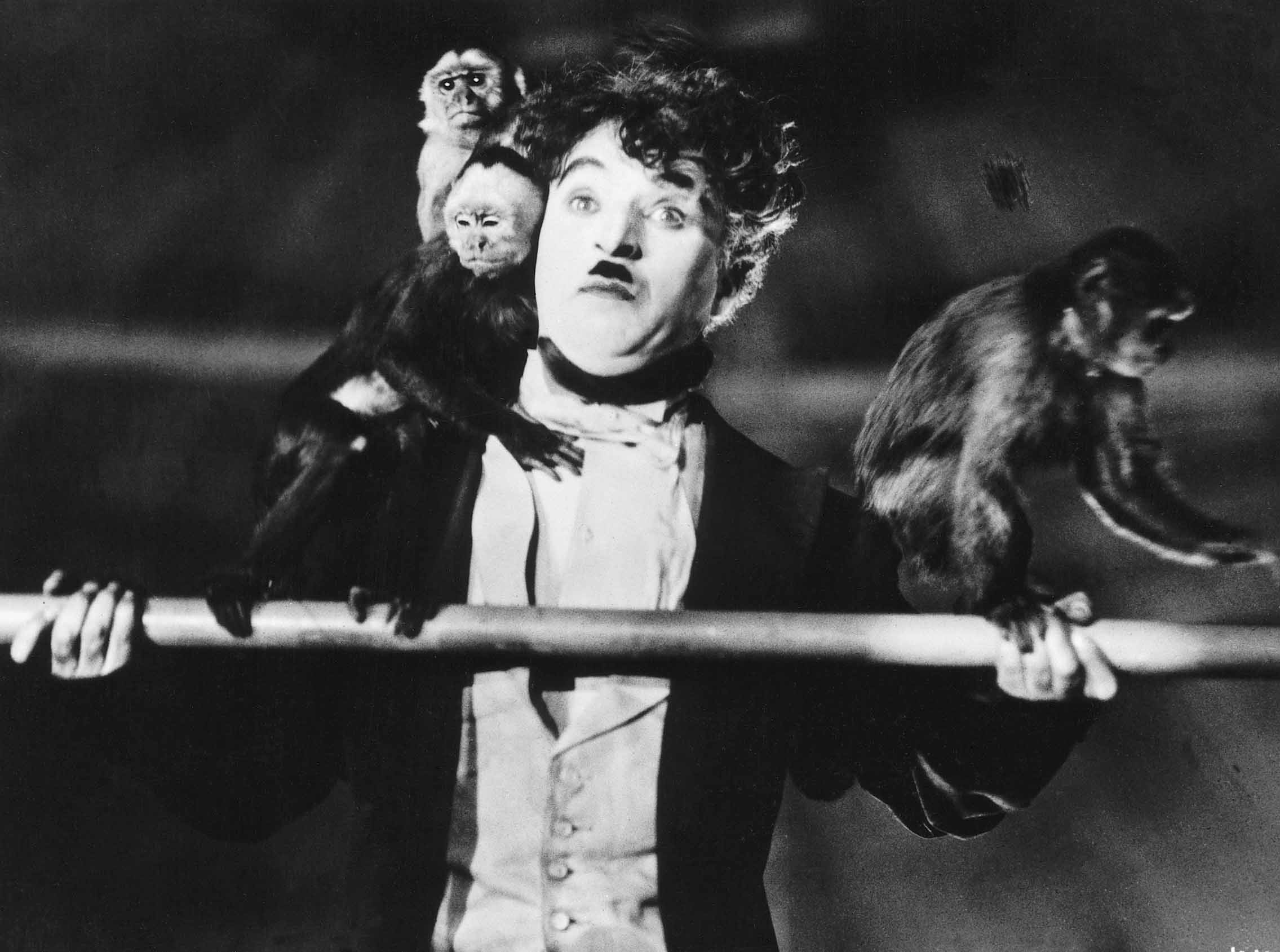
チャップリンがスタントなしで挑んだ綱渡りのシーン

『サーカス』（The Circus）は、1928年に公開されたアメリカ映画。チャールズ・チャップリンが監督・脚本・演出・音楽・主演を務めた。
チャップリンは本作における「脚本、演技、監督、プロデュースにおける多才さと天才性」に対して、1929年のアカデミー特別賞を授与された。

## 概要
チャップリンがユナイテッド・アーティスツで製作した3作目の映画である (彼自身の出演作品としては『黄金狂時代』に次いで2作目)。公開当時はサイレント映画であったが、1970年に新規に録音したBGMを付けて再公開された。
撮影前に映画のセットであるテントが暴風で破壊されたり、4週間もの間撮り溜めたフィルムが現像のミスで使用不能になるなど、本作品の撮影は困難を極めた。私生活でも二人目の妻であるリタ・グレイとの離婚騒動が有ったりと、チャップリンが公私共に多難であった時期に製作された作品である。そのためか、後年のチャップリン自伝でもチャップリン本人はこの映画について一言も言及していない。
この作品でチャップリンはアカデミー賞喜劇監督賞・主演男優賞・脚本賞にノミネートされたが、特別賞の受賞にともなってノミネートを取り消された。ノミネート取り消しに関しては、ハリウッドで反感を買っていたからという説もある。
本作の残存するNGシーンがドキュメンタリー『知られざるチャップリン』で紹介されている（#外部リンク参照）。

## あらすじ

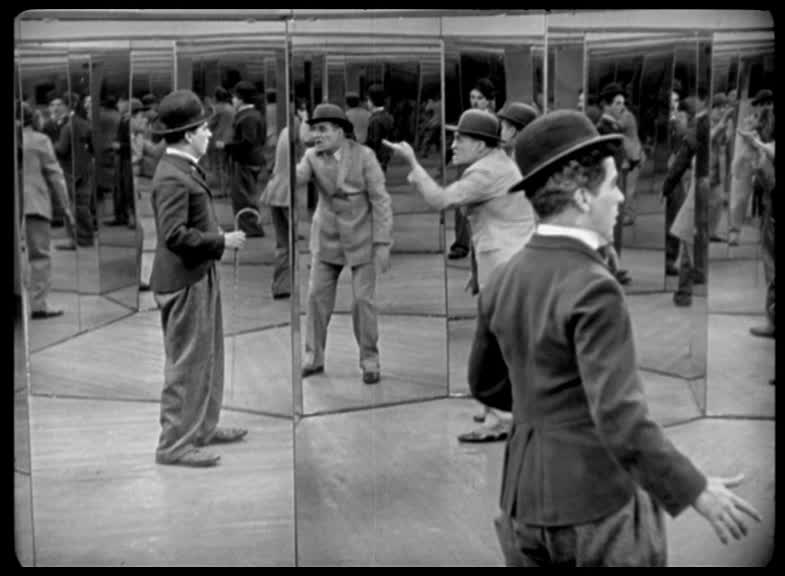
警察に追われて見世物小屋に逃げ込んだチャーリー。ミラーハウスで出口が分からず右往左往…。

見世物小屋を見ていた放浪者（チャップリン）は、スリとして警察に追われ巡業中のサーカスのテント小屋に逃げ込んたことがきっかけで、大道具係としてサーカスに入団。ドジを踏むたびに観客に大うけし、愉快なキャラクターとしてたちまち売れっ子になる。
彼は団長の義理の娘（マーナ・ケネディ）に恋をするが、彼女は新しく入団した綱渡り師（ハリー・クロッカー）に夢中。彼女をふり向かせようと、放浪者はひそかに綱渡りの練習をするのだった。
そんな中、綱渡りの演目を前にして綱渡り師がいなくなり、放浪者が代役に抜擢される。命綱が外れたりなどのハプニングの中、放浪者はみごとに綱渡りを演じきる。しかし、娘が団長に虐待されているのを見て殴り掛かったため解雇される。娘も虐待に耐えかねてサーカスを抜け出し、放浪者について来ようとする。放浪者は迷った末に、恋敵であった綱渡り師に彼女を託す。娘と綱渡り師は結婚し、娘は放浪者のサーカスへの復帰を条件に綱渡り師と共にサーカスに戻る。
サーカスの馬車が次の興業へと旅立つ中、放浪者はその地にとどまり、去っていくサーカス一座を見送る。
すべてが去り閑散とした跡地に座り込み物思いに沈んでいた放浪者は、やがて思いを振り切るかのようにその場を立ち去っていった。

## キャスト
出典：
- 放浪者：チャールズ・チャップリン
- マーナ（座長の義理の娘）：マーナ・ケネディ
- レックス（綱渡り芸人）：ハリー・クロッカー（英語版）
- 年老いたピエロ：ヘンリー・バーグマン
- 座長：アラン・ガルシア
- マジシャン：ジョージ・デイヴィス（英語版）
- 小道具係：スタンリー・J・サンフォード（英語版）
- 小道具係の助手：ジョン・ランド
- スリの男：スティーブ・マーフィー
- ピエロ：ヘイニー・コンクリン
- 淑女：ベティ・モリシー（英語版）
- 警官：チャールズ・A・バックマン（英語版）、ユージーン・バリー、スタンリー・ブライストン（英語版）、ビル・ナイト、L.J. オコーナー
- スリの被害者：マックス・タイロン

## 製作

### 着想
チャップリンが「何らかの理由で逃れられない状況下でギャグを演じたい」と考えたのに対して、ヘンリー・バーグマンからサーカステントで綱渡りをすることを提案されて本作が企画された。

### 撮影
綱渡りの特訓をして習得したチャップリンは製作を開始する。綱渡りの回数は700回以上、ライオンと共に檻に入ったのは200回に及んだ。

## こぼれ話
- チャップリン演じる放浪者が綱渡りするシーンはスタントや特撮を一切用いておらず、すべて本人が実際に演じている。
  - このシーンでは数匹のサルが寄ってきてチャップリンの邪魔をするが、チャップリンの鼻をかじるサルは、同年に公開された映画『キートンのカメラマン』でバスター・キートンと共演したサルと同じサルであり、また主演 ハロルド・ロイドの映画『田吾作ロイド一番槍（英語版）』（1927年）[9]にも出演している[10]。性別はメスで名前はジョゼフィンといい、チャップリンが1949年に生まれた次女に同じ名を付けている。
- 映画監督の牛原虚彦は、本作の撮影隊に参加した[11]。
  - チャップリンがスタジオに来るとき乗ってきた自動車の車種を確かめて、待機中のスタッフに知らせるのは牛原の役目だった。これは、チャップリンはその日の気分によって車を変えるので、スタッフも車種を知ることでチャップリンの心の状態を推量することができたことに由来する[12]。
- 再公開の際にチャップリン自身が映画の主題歌を歌った。題名は「Swing High Little Girl」（ブランコをこげ、少女よ）[13]。

## 評価
- 1928年 第5回「キネマ旬報ベストテン・外国映画」（キネマ旬報発表）第3位[14]

個人のランキングでは、フェデリコ・フェリーニが好きな映画ベスト10の第1位に挙げている（『Sight and Sound』2001年。『街の灯』『殺人狂時代』と同位）。